# カロヴィーニョ
カロヴィーニョ（イタリア語: Carovigno）は、イタリア共和国プッリャ州ブリンディジ県にある、人口約1万7000人の基礎自治体（コムーネ）。

## 地理

### 位置・広がり

#### 隣接コムーネ
隣接するコムーネは以下の通り。
- ブリンディジ
- オストゥーニ
- サン・ヴィート・デイ・ノルマンニ

## 行政

### 分離集落
カロヴィーニョには、以下の分離集落（フラツィオーネ）がある。
- Marine:Lamaforca, Morgicchio, Pantanagianni, Specchiolla, Torre Guaceto, Torre Santa Sabina Borgate:Serranova

## 自然・環境
アドリア海の沿岸のトッレ・グアチェートの周辺は自然保護区に指定されている (it:Riserva naturale statale Torre Guaceto) 。また、その一部 (940 ha) はラムサール条約登録湿地にも指定されている。ラムサール条約の指定地域には、汽水の沼地のほか、浅海や小島も含まれる。イタリアのラムサール条約登録地一覧も参照。